# Phare de Märket
Le phare de Märket, en finnois Märketin majakka, en suédois Märkets fyr, est un phare construit sur Märket, une petite île de la mer Baltique partagée entre la Finlande et la Suède.

## Infrastructures
Prévu pour loger cinq gardiens de phare, il consiste en un bâtiment de cinq étages incluant une cave, deux étages d'habitation, un grenier et le phare proprement dit. Le feu, situé à seize mètres de hauteur, a une portée de 8,5 milles. Deux autres bâtiments sont ajoutés par la suite, un entrepôt et une salle des machines, pour le dernier édifié au cours des années 1950.

## Histoire
L'isolement et la dangerosité de Märket pour les bateaux en ont fait une candidate idéale pour abriter un phare. La première visite de repérage a lieu en 1877 et la planification débute sous les ordres de l'architecte Georg Schreck qui se rendra ensuite célèbre par ses constructions à Tampere, en particulier l'hôtel de ville. Le gros de la construction est réalisé au cours de l'été 1885 au cours duquel les ouvriers rencontrent des conditions difficiles, en particulier une violente tempête venue du nord au cours du mois de mai. En septembre 1885, le travail est terminé et le phare est finalement inauguré le 10 novembre 1885. Des équipes se relaient pendant 91 ans jusqu'à ce que les derniers gardiens quittent le phare en 1976 et que son automatisation survienne l'année suivante.

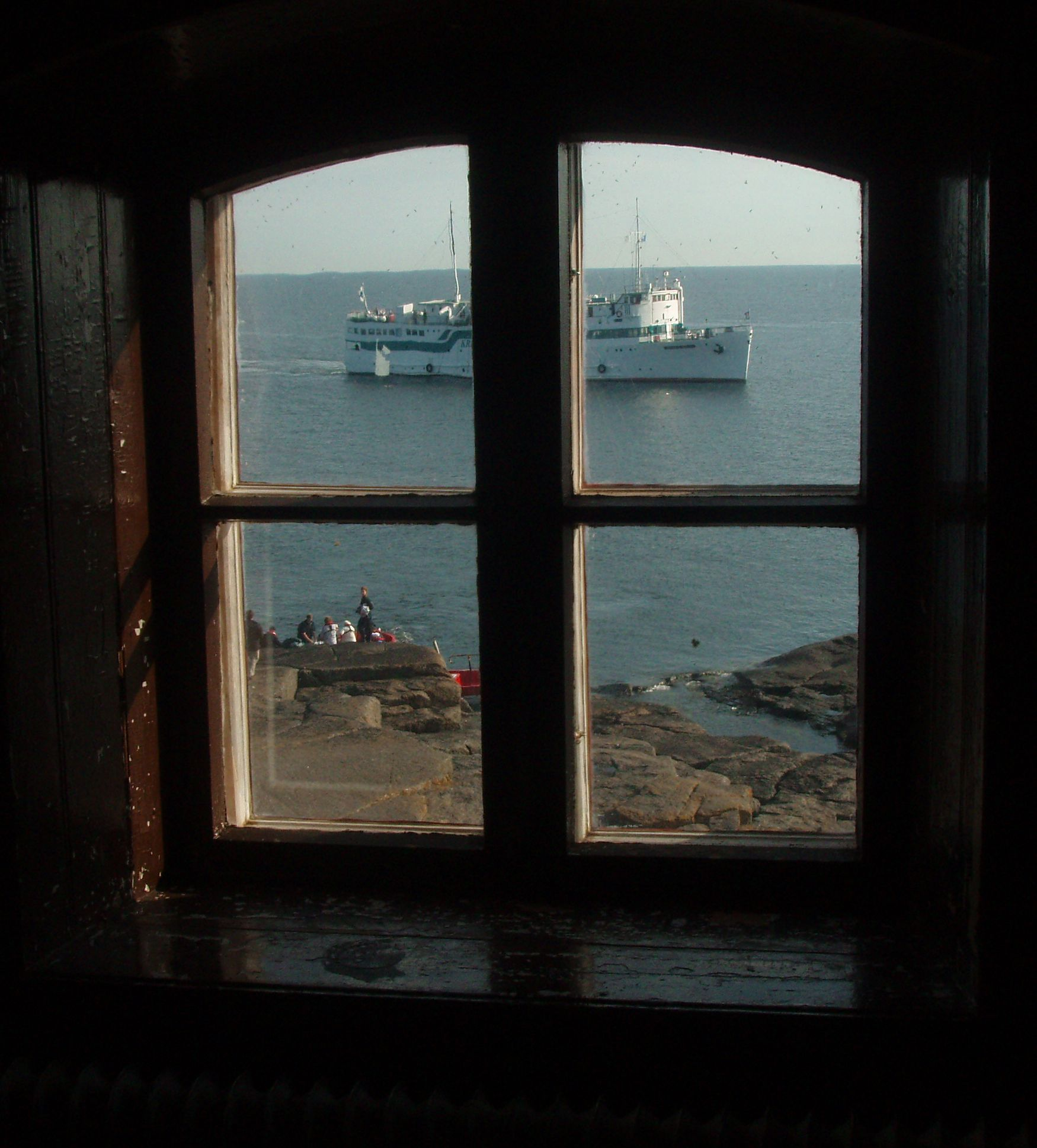
Navire à l'approche de Märket vu depuis le phare.

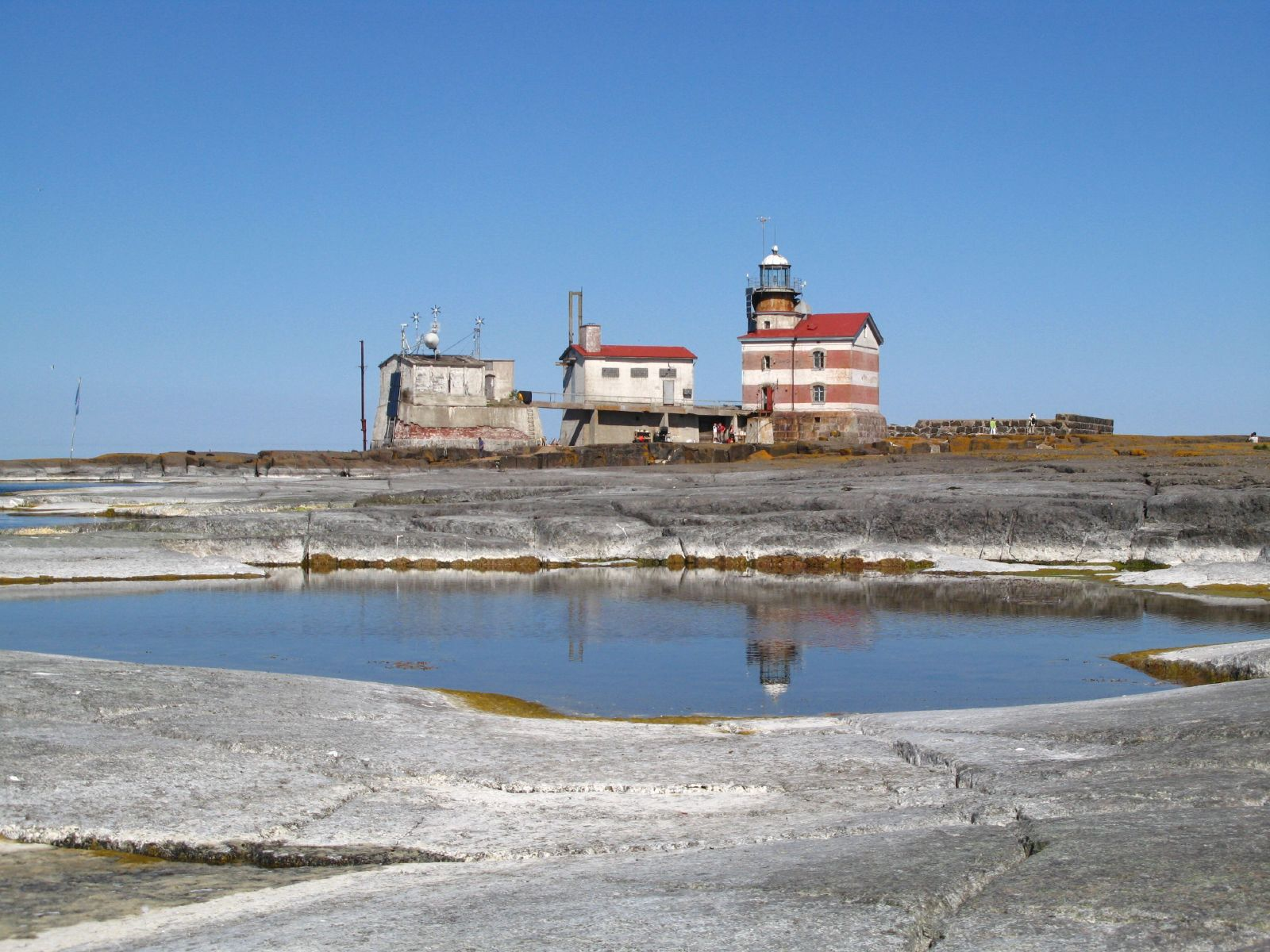
Vue des différentes constructions de Märket avec le phare proprement dit sur le droite.